# Claudia Fantapié Altobelli
Claudia Fantapié Altobelli (* 29. Juli 1962 in Genua) ist eine italienische Wirtschaftswissenschaftlerin.

## Leben
Von 1981 bis 1986 studierte sie Betriebswirtschaftslehre an der Universität Tübingen. Nach der Promotion 1990 zum Dr. rer. pol. in Tübingen und der Habilitation 1994 für das Fach „Betriebswirtschaftslehre“ in Tübingen vertrat sie von 1993 bis 1994 den Lehrstuhl für Internationales Marketing an der Europa-Universität Viadrina. Seit 1994 lehrt sie als Professorin für Betriebswirtschaftslehre, insb. Marketing an der Helmut-Schmidt-Universität. Zu ihren Forschungsschwerpunkten zählen internationales Marketing, Marktforschung sowie Marketing & Medien.

## Schriften (Auswahl)
- Heim, S., Chan-Olmsted, S., Fantapié Altobelli, C., Fretschner, M. & Wolter, L.C. (2025): Towards the measurement of consumer trust in media brands—scale development and validation. Journal of Media Economics, 37(1), 20-45. doi:10.1080/08997764.2024.2433739
- Heim, S., Chan-Olmsted, S., Fantapié Altobelli, C., Fretschner, M., & Wolter, L.-C. (2024). Exploring trust in media brands today: Definition, dimensions and cross-national differences. International Journal on Media Management, 25(1–2), 59–89. doi:10.1080/14241277.2024.2336266
- Fantapié Altobelli, C. (2022): Produkttests, in: Wisu – Das Wirtschaftsstudium, Nr. 5, S. 562-571.
- Heim, S., Chan-Olmstedt, S., Fantapié Altobelli, C., Fretschner, M., & Wolter, L.-C. (2022). Media Brand Trust Effects on Digital Advertising – towards a Conceptual Model. In H. Gundlach (Ed.), Internet-Intermediäre und virtuelle Plattformen medienökonomisch betrachtet (pp. 177-191). Hamburg: Deutsche Gesellschaft für Publizistik- und Kommunikationswissenschaft e.V. doi:10.21241/ssoar.78777
- Greve, G., Schlüschen, A., & Fantapié Altobelli, C. (2022). Brand Celebrities. Analysis of Celebrity Sponsorship Posts on Facebook. International Journal of Internet Marketing and Advertising, Vol. 17, No, 1-2, pp-77-110.